# 医龍-Team Medical Dragon- (テレビドラマ)
『医龍-Team Medical Dragon-』（いりゅう チームメディカルドラゴン）は、永井明原案・吉沼美恵医療監修・乃木坂太郎作画による青年漫画「医龍-Team Medical Dragon-」を原作として、フジテレビ系「木曜劇場」枠で放送されたテレビドラマシリーズ。一般に『医龍』の部分だけで呼称される。主演は坂口憲二。
漫画を原作とした作品であるが、原作のストーリーを使用しているのは第1期のみで、それ以降は完全なオリジナルストーリーとなっているものの原作のエピソードに似ているシーンも存在する。

## 各期の概要
医龍-Team Medical Dragon-（第1期）
2006年4月13日から6月29日まで放送。全11話。
教授を頂点とする大学病院の権威主義と戦いながら、患者に向かっていく天才外科医・朝田龍太郎が「チームドラゴン」に優秀なメンバーを集め、拡張型心筋症に対する左室形成術の一術式である"バチスタ手術"の成功に向けて戦う姿を描いている。基本的には原作に忠実なストーリーとなっているが一部設定の変更などがなされており、ストーリーはドラマが放送開始するまでに連載された原作第11巻までの内容が基となっていて、3例目のバチスタ手術が成功しチームが解散するところで終了している。
第49回ザテレビジョンドラマアカデミー賞で最優秀作品賞、音楽賞、監督賞を受賞。
医龍-Team Medical Dragon-2（第2期）
2007年10月11日から12月20日まで放送。全11話。
前作とは異なり、「医療と金」をテーマにした完全なオリジナルストーリーである。経営的に自立していないと倒産、そして買収の危機にさらされてしまう日本の医療の深刻な現状を題材に、アメリカで心臓移植手術を学んだ朝田が倒産寸前の病院で新しい「チームドラゴン」を結成しようと新たなる戦いに挑む姿を描いている。内田有紀をはじめとする新キャストが多数追加されたほか、前作の主要キャストのうち加藤晶役の稲森いずみが未出演で、霧島軍司役の北村一輝は初回と最終回のみのゲスト出演となっている。
医龍-Team Medical Dragon-3（第3期）
2010年10月14日 から12月16日まで放送。全10話。
今作は「医療の国際化と外科医の存在意義」がテーマである。明真に再び舞い戻ってきた野口が経営再建策として掲げるメディカルツーリズム構想と、突如目の前に立ちはだかった天才カテーテル医を前に、経営不振に陥った明真に再集結した「チームドラゴン」のメンバーたちがその難題に立ち向かっていく姿を描いている。
第1期に出演していた稲森いずみが約4年半ぶりに復帰、里原ミキ役の水川あさみと霧島軍司役の北村一輝が出演しない以外はレギュラー出演陣もあまり変わりはない。さらに、朝田と対立する内科医に遠藤憲一、新人研修医役に谷村美月らが出演。また、第2期に出演していた野村博人役の中村靖日と外山誠二役の高橋一生は第9話と最終回にゲスト出演している。
医龍4〜Team Medical Dragon〜（第4期）
2014年1月9日から3月20日まで放送。全11話。
朝田の恩師・桜井修三役として平幹二朗が、野口のパートナーで経営コンサルタント・岡村征役として高橋克典が新キャストとして加わる。前作までのレギュラー出演陣はあまり変わらないが、藤吉圭介役の佐々木蔵之介は初回〜第4話と第10話、最終話のみの出演となる。さらに第1期・第2期に出演していた里原ミキ役の水川あさみは最終回にゲスト出演し、約7年ぶりにシリーズに復帰した。

## キャスト

### 主要人物
朝田龍太郎〈33<第1期> → 35<第2期> → 37<第3期> → 41<第4期>〉
演 - 坂口憲二
北日本大学胸部心臓外科医 → 桜井総合病院外科医 → 海外NGO → 明真大学付属病院胸部心臓外科医（第1期） → 海外NGO → 明真大学付属病院胸部心臓外科医（第2期第1話・第2話） → 北洋病院外科医（第2期第3話 - 最終話） → 海外NGO → 明真大学付属病院胸部心臓外科医（第3期） → 海外NGO → 桜井総合病院外科医（第4期第1話 - 第9話） → L&P病院心臓外科医（第4期第10話・最終話） → 桜井総合病院院長。
本作の主人公で外科医。NGO所属時に、火災の現場に取り残された瀕死の少年に対し心臓マッサージを続け、背中に龍の形に似た大火傷を負う。この時現場で燃え盛っていた炎が青かったことから、青色を忌避する。高い技術は使命感の裏返しで、患者の命を救う邪魔をするとし権力闘争を嫌う。荒瀬曰く、体重は76キロ、第2期からは1キロ減り75キロ。身長185cmで、血液型Rh+B型。
研修医時代は教授との対立から医局を追われ行くあてがなかったが、桜井総合病院院長を務める桜井修三に受け入れられ、医師として技術的にも精神的にも育った。
その後は北日本大学で医師として勤務し、そこで霧島やミキと出会う。
第1期から4年前、北日本大学からMSAP（万人のための医師団）に参加し、半年後病院が撤退しても現地に居座ったとして病院から追放、教授や霧島の手回しで就職が出来ず、うだつの上がらぬ日々を送っていたが、原作通りミキの応急救命処置を通して医師としてのバイタリティを蘇らせ、加藤の招集に応じてチームのリーダーに就任。最終回で変性部位の特定を不要とする、オーバーラッピング法を用いた新形式のバチスタ手術（左室形成術）を日本で初めて成功させ、その後チームを解散し再び一人でNGOへと渡った。
第2期では、NGOを経てアメリカで心臓移植を学んでいたところ、片岡からの召集を受けて再度明真に復帰。しかし、タイから戻った野口と対立して伊集院・藤吉と共に北洋病院に左遷される。人材や設備に乏しい病院の中でも次々と難易度の高い手術を成功させていき、並行して新しいチーム作りにも奔走。新旧チームドラゴンの力を結集させ、最終回で日本初となる心臓移植および生体肝移植の同時手術を成功させた。チーム解散後再度海外に渡る。
第3期では、学長となった鬼頭により明真に復帰。黒木を呼び寄せた野口の妨害工作を受けながらも手術を実施していたが、第5話で屋上からの転落事故を起こして重体となり、伊集院らの懸命の手術により一命を取り留める。一時的な記憶喪失やPTSDを発症してしまったが、手術を通して克服した。最終回では黒木の最期を看取った唯一の人物。
第4期では、恩師の桜井修三が院長を務める桜井総合病院に呼び寄せられる。病院を立て直すため、かつてのチームドラゴンのメンバーの加藤、伊集院、荒瀬、藤吉を招集する。その後、桜井に脳動脈瘤および弓部大動脈瘤が見つかり、岡村の協力でL&P病院で脳と心臓の同時手術を行うことになるが、野口の策略により桜井総合病院からL&Pへ移籍させられる。桜井の脳と心臓の同時オペの成功後は桜井総合病院へ戻り、院長に就任した。
加藤晶〈35<第1期> → 39<第3期> → 43<第4期>〉
演 - 稲森いずみ
明真大学付属病院胸部心臓外科助教授（第1期） → 同病院胸部心臓外科教授（第1期最終話） → UCLA客員教授（第2期） → 明真大学付属病院胸部心臓外科教授（第3期） → 桜井病院外科医（第4期第1話 - 第4話） → L&P病院人工心臓開発チーム（第4期第4話 - 最終話）。
「チームドラゴン」の4人目。
朝田の腕を利用して日本初のバチスタ手術の論文を成功させ、教授の座を狙う。35歳の若さで助教授のポストに就くほどの実力者で、外科医としてのレベルも朝田が一目を置くほど高い。相当な野心家で、論文のためなら患者を切り捨てることも厭わない一面もある。
霧島とは恋人であると同時にライバルだったが、霧島の裏切りによってバチスタ成功論文を越されてしまう。さらに、それを期に野口からも京都の姉妹校への左遷を命じられ窮地に生い立たされるが、朝田たちに「このチームには加藤が必要」と励まされ、「チームドラゴン」のメンバーとしてチームを守っていくと決意した。最終回で、新バチスタの論文が完成し教授に就任する。教授就任後は単身渡米した。
第3期では、アメリカで小児心臓移植のスペシャリストとして活躍していたところ、鬼頭の召集を受けて明真大学付属病院に復帰した。
第4期では、小児の小さな心臓にも使用できる人工心臓の研究を進めて来たが、学部長の権力や学長の姑息なマスコミへのリークによって研究を奪われる。その後、朝田の招集により桜井病院に出向くが、岡村に勧められ中断していた小児に適応する人工心臓開発研究を続けるためにL&P病院へと移る。
伊集院登〈26<第1期> → 28<第2期> → 30<第3期> → 34<第4期>〉
演 - 小池徹平
明真大学付属病院胸部心臓外科後期研修医（第1期） → 明真大学付属病院 / 北洋病院心臓外科医（第2期） → 明真大学付属病院胸部心臓外科医（第3期） → 明真大学付属病院循環器センター主任（第4期第1話） → 桜井病院外科医（第4期第1話 - 第7話） → L&P病院心臓外科医（第4期第7話 - 最終話） → デリー・シャンティ・ホスピタル外科医。
「チームドラゴン」の2人目。
朝田に振り回されてばかりいるが、朝田の患者に対する真摯な姿勢や医局での経験を通じ成長していく。周りからは「僕ちゃん」と呼ばれている。荒瀬や外山からは独特のヘアースタイルから、「真ん中分け」呼ばわりされることもある。荒瀬曰く、体重は53キロ（第1期最終回では55キロ、2キロ増えたと指摘される）。
第2期では、研修が終わりチーム解散後も変わらず外科医として仕事に励んでいたが、野口と片岡の策略で朝田・藤吉とともに北洋病院へ左遷され、北洋で起こる様々な難局に立ち向かう。北洋で同僚となる外山に高い技術を見せつけられたことで一時スランプに陥るも、松平から「平凡な医者でもできることがある」と励ましを受けて立ち直る。
第3期では以前よりはるかに医師としてのスキルが高くなっており、朝田に付いて行けるほどにまで成長。訴訟沙汰になっている今の明真の状況に疲れを隠せない。オペに入らなくなった荒瀬のことを心配していた。野口の謀略で次第にバラバラになるチームドラゴンで孤立を深めて行く中で黒木から共感を持たれ、黒木のチームに引き入れられるが、朝田の転落事故を通して彼の本心を知り、チームドラゴンに戻った。チーム黒木のオペに参加していたころ、カテーテル治療の技術を身につけ、黒木の後を引き継ぐ。
第4期では明真の循環器センターの主任へ昇進し、さらに次期准教授は確実と言われていたが上司と治療方針などで対立し、朝田の招集により桜井病院の外科医として出向く。しかし、婚約者の父が肺がんを発症し、その手術を行うためにL&P病院の設備が必要であり使用条件としてL&P病院へ移ることになり、新人医師の育成を担当する。そして、桜井のオペ終了後に自ら志願して鬼頭と共にインドへ渡った。第2助手から執刀医まで幅広く対応ができるオールマイティーな医師である。
荒瀬門次〈34<第1期> → 36<第2期> → 38<第3期> → 42<第4期>〉
演 - 阿部サダヲ
明真大学付属病院救命救急部麻酔医 → 王州病院麻酔科部長（第4期第1話） → 桜井病院麻酔科医（第4期第1話 - 第5話）→ L&P病院院長・麻酔科医（第4期第5話 - 最終話）。
「チームドラゴン」の5人目。
一瞥しただけで寸分狂わずその人の体重を当てたり、手術中に患者の体温をあてたりと、麻酔医として天才的な腕前をもつ。ERで一時的に働いていた朝田は、そんな荒瀬をチームドラゴンの麻酔医として欲しがる。しかし、朝田がスカウトを試みるも、荒瀬は「論文絡みなら1000万」と高額な金を要求。さらに、奈良橋のバチスタ終了後に彼の重大な過去である、非人道的な麻酔論文に関与していたことが発覚し、それを知った伊集院ら朝田以外の他のメンバーは、荒瀬をチームに入れることを反対する。
昔、論文に関わったころから行きつけだったバーの店員の香（奥菜恵）が唯一の励ましとなっていたが、ある日、荒瀬が好物の「出汁巻き卵」を頼んだせいで香が銃撃事件に巻き込まれ瀕死の重態に陥ってしまう。しかしその命を朝田に救われ、またその手術の際に朝田の外科医としての腕を認め、香の手術代を報酬代わりとしてバチスタチームに入る。第2期で、香と結婚し子供を授かったことを明かした。
第2期では、北洋病院に左遷された朝田らと離れ、ミキとともに明真に残り「チーム鬼頭」のメンバーに加えられるも、最終的にはチームドラゴンに復帰し心臓移植手術に参加。なお、一度だけ北洋での手術に参加し、通常の挿管チューブによる分離肺換気麻酔を実施して全身管理を行っている。また、旧知の仲である小高に、チームドラゴンに入るよう何度も説得している。
第3期では、一年前に起こった執刀医のミスによる手術の失敗から、ほとんどオペに入らなくなっていた。さらには左冠動脈主幹部狭窄を原因とする心筋梗塞を発症し、命の危機に瀕するが、黒木によるカテーテルを用いた経皮的冠動脈形成術で救われる。
第4期では、明真を離れて王州病院の麻酔科部長になるが、朝田の招集によって桜井病院で合流する。王州病院にいる時は髪の色は黒であったが、朝田に髪の色のことを言われ、合流した際は元の金髪に戻している。L&P病院の院長が主導する手術の要請がかかるも、その院長とは自身の研修医時代に初めてのオペに入った際、術式に関することで対立しその患者が死亡したことと、朝田以外の外科医を信用していなかった理由もあり当初は手術参加を断った。しかし朝田からの「お前が参加しなければ患者は助からない」という言葉を受けて手術参加を決意する。その後、岡村の助言によって若手医師の育成を決意し、L&P病院院長に就任した。
藤吉圭介〈38<第1期> → 40<第2期> → 42<第3期> → 46<第4期>〉
演 - 佐々木蔵之介
明真大学付属病院循環器内科講師（第1期） → 明真大学付属病院 / 北洋病院循環器内科臨床医（第2期） → 明真大学付属病院循環器内科研究医（第3期） → 駿河医療センター循環器内科医（第4期第1話・第2話） → L&P病院メディカルラボ研究員（第4期第3話） → L&P病院USAメディカルラボ主任研究員（第4期第4話 - 最終話）。
「チームドラゴン」の3人目。
先天的な心臓病（WPW症候群）を患っており、ペースメーカーを付けている。妻がいたが、医局での勤務が忙しく家に帰れない毎日が続き、ついには離婚。男手一人で育てている娘・樹里（向井地美音）もまた心室中隔欠損で明真に入院しており、自分のせいで娘を苦しませ続けていると自身を責め続けていた。内科医としては優秀だが、患者の立場になりすぎて外科医に患者を渡せずトラブルを起こすこともしばしば。朝田に対しても最初は強い反感を抱いていたが、朝田により娘の命や自分の命までも救われたことや、朝田の人間性と腕を認めたことを契機に、術後の治療計画設立担当としてバチスタチームに入る。
朝田をはじめとするチームのメンバーには絶大な信頼を置いていて、第2期初回および第3期初回ではチーム解散後から勤務していた地方（前者は福岡県、後者は焼津市）の病院から明真に戻り、患者に朝田のオペを受けさせている。また、劇中において視聴者にチームが行っている術式や患者の症状などの解説も担当している。
第2期では、片岡の召集を受けて明真に戻り、自身が担当していた妊婦の拡張型心筋症の難しい術前管理を行い、手術直前まで心臓をもたせた。その後朝田、伊集院と共に北洋病院へ左遷され、北洋で心臓移植手術のための新しいチームを作ろうとする朝田を支えた。第1期では内科医でありながら「時間の許す限り患者の手術に立ち合うのが自分の主義だ」として手術室に入っていたが、第2期の第3話以降は見学室で朝田たちの手術を見守っている。
第3期では、再度明真に戻り、以前と同様に朝田の右腕としてチームを支えつつ、鬼頭からの要請でチームドラゴン結成以前に取り組んでいた再生医療の研究にも携わる。カテーテル医の黒木とは若いころからの知り合いで彼の過去をよく知る。
第4期では、朝田からの招集を受けて、「朝田を育てた人に会ってみたい」と桜井病院へ移ることに興味を抱いたものの、「自分の担当で臓器移植を待つ小児患者の治療に専念したい」として駿河医療センターに残った。その後、自身が研究を進めていた心筋シートを使って担当した拡張型心筋症の小児患者を助けようと計画する。使用するための認可がおりるまでに患者の心臓を持たせるため、桜井病院にいる朝田たちに手術を依頼した。患者の容態が悪化し朝田たちチームドラゴンのメンバーが手術に苦戦する中、野口の働きでL&P病院がスーパー医療特区に認定され、心筋シートが使えるようになる。使用条件として岡村からL&Pメディカルラボ研究員への就任を求められ、患者の救命のために承諾した。岡村にアメリカでの研究継続を勧められ、渡米して研究を続けている。桜井の容態が急変したことを聞きつけ、朝田たちにマイク・ボールドウィン以外に執刀の出来る脳外科医が日本に1人だけいること、そしてその脳外科医が岡村であることを伝える。
鬼頭笙子〈45<第1期> → 47<第2期> → 49<第3期> → 53<第4期>〉
演 - 夏木マリ
明真大学付属病院救命救急部教授（第1期） → 明真大学付属病院院長（第2期） → 明真大学学長（第3期） → L&P病院ER部長（第4期） → デリー・シャンティ・ホスピタル統括責任者。
ERの責任者にして、朝田も認めるほどの高い技量を持った外科医。朝田の実力を認め引き抜こうとするほか、胸部心臓外科教授選においては朝田の要請を受けて、霧島を推す野口に対抗して加藤を推薦した。
第2期では、野口が掲げる「明真メディカルシティ構想」の実現のための中心人物として招聘され、アメリカから帰国して院長となり、最高峰の外科手術チーム「チーム鬼頭」を結成し数多くの手術を成功させる。
第3期では、学長に就任。改正臓器移植法が施行されたこの機会に明真大学付属病院を改革するために、チームドラゴンのメンバーを再集結させるが、後に野口の策略により学長を解任された。「看取った患者の傍にオレンジのコスモスがあった」という理由から、オレンジ色の物を極度に嫌っている。また、野口が話す様々な言語が理解できる。
第4期では、以前から面識があった岡村と利害が一致し、L&P病院に勤務する切っ掛けになる。岡村が抱えている過去の痛みや、アメリカで活躍していた桜井のことを知っている。インドに連れていく主要メンバーを伊集院のみに絞り、チームドラゴンを上回るレベルのチーム結成を新たな目標にしてインドへ渡った。
野口賢雄〈59<第1期> → 61<第2期> → 63<第3期> → 67<第4期>〉
演 - 岸部一徳（医学生時代：岸部大輔）
明真大学付属病院胸部心臓外科教授（第1期） → 明真大学付属病院リスクマネジメント統括部長（第2期） → 明真大学学長（第3期第9話 - ） → 医療評論家（第3期最終話） → L&P病院顧問 / 医療国際化推進委員会委員長（第4期）。
全期通じてチームドラゴンに敵対する人物で、第1期では朝田や加藤を利用し総長の地位を狙う。後に朝田の独断行動や霧島の陰謀によって次々と起こる不祥事に、加藤やバチスタチームの妨害をするようになる。最終的には教授選失敗の責を問われてタイの姉妹校に左遷された。
第2期では、「リスクマネジメント統括部長」として帰国。裕福な患者のみを対象とした「明真メディカルシティ構想」を立ち上げて投資会社と手を組み暗躍するが、自身のスキャンダル（脱税・製薬会社との癒着、医療ミス）が発覚しアメリカに逃亡する。その際暴漢に襲われている。「明真メディカルシティ構想」はリーマン・ショックにより立ち消えとなった。
第3期では、「メディカルツーリズム構想」を掲げてアメリカから帰国し、グローバル化を図ると同時にカテーテル医・黒木を招聘。チームドラゴンを壊滅すべくさらに狡猾な謀略を仕掛け、思惑通りに行ったと思われたが、メディカルツーリズム構想が予想よりも順調に進んでしまい、鬼頭から「中国とのパイプを太くする」という目的で中国に左遷される。しかし中国・ロシアを回り人脈を作った後に帰国、さらに明真の理事たちに根回しを行い鬼頭を解任に追い込み、学長の座を乗っ取るも思うように行かず、最終回では学長を短期間で退任し、医療評論家となる。英語やロシア語、ヒンディー語など様々な言語が話せる。
第4期では、L&P病院の顧問に就任している。経営コンサルタントである岡村と手を組み、インドに新しい病院を作る計画を立てており、そこにチームドラゴンを派遣する予定であった。しかし、朝田のL&P移籍を巡って、桜井修三の手術後に朝田を移籍させようと考える岡村と意見が対立。岡村を解雇した後、直接朝田と対面し桜井のオペ条件としての移籍を求めた。
実は桜井がリーダーとして活動していた学生運動のメンバーの一人が野口であり、当時は患者を救うために医者になるという純粋な学生で、桜井のことを尊敬していた。しかし、大学側との衝突で機動隊が入る事態となって桜井は退学、野口は大学に残ったものの冷ややかな目で見られるようになってしまい、結果性格が現在のようにひねくれたものとなったことが明らかとなる。そのため、桜井の医療ミス疑惑が浮上した際は厚生労働省の緊急監査を差し向け、日本国内の医大を卒業していないことと、桜井の医師免許が出てこないことを理由に無免許医疑惑まで浮上させた。その後、検査入院時に挨拶に来た桜井が、昔夢見ていた理想の医療を実現して欲しいと声をかけた際には、理想は時代によって変わるもの、今の時代にあった理想の病院を作ると返し、桜井に激励される。手術終了後はチーム鬼頭のインド派遣を了承し、朝田に自分の理想を語った。
木原毅彦〈35<第1期> → 37<第2期> → 39<第3期> → 43<第4期>〉
演 - 池田鉄洋
明真大学付属病院胸部心臓外科助手 → L&P病院外科部長（第4期）。
全期通じて常に野口に慕えている外科医。朝田に対しては当初自分が執刀した患者が術中に心停止して諦めたところを朝田の技術で蘇生されたため嫌っていたが、第2期以降は「チームドラゴンのサポーター」を自ら名乗り、正式なメンバーではないものの何かとサポートをするようになり、時には朝田のオペに助手として参加することがある。病院内では伊集院や研修医の真柄と行動を共にすることが多い。
第4期ではL&P病院に外科部長として招聘され、ロボティック手術などを成功させている。前院長が主導する大動脈弁置換術に参加するが、その手術中に患者が急変し、逃げ出した前院長に変わり荒瀬に執刀を任され、荒瀬の指示によって難易度の高いロス手術を成功させた。
原作の設定やドラマの当初の設定では技量がない外科医として描かれてきたが､前述のロボティック手術や、荒瀬の指示を受けながらもロス手術を成功させているなど､シリーズを追う毎に外科医としての技量は高くなっている。

### チーム・ドラゴン

#### 第1期からの登場
里原ミキ
登場作：第1期・第2期・第4期（最終話）
年齢：25歳（第1期）→ 27歳（第2期）→ 33歳（第4期）
演 - 水川あさみ
明真大学付属病院胸部心臓外科看護師（第1期 / 第2期） → 桜井総合病院看護師（第4期最終話）。
「チームドラゴン」の1人目。看護師。
霧島の異母妹であり、共に北日本大で働いていた。その時に朝田と出会い、彼と親密な関係になる。後に霧島の手によって朝田が北日本大から追放された時にも自分もやめると霧島に言い放ち、彼の元を離れずMSAP（万人のための医師団）にも参加。その後朝田と共に帰国し、加藤にスカウトされた朝田と共に明真で働くことになる。霧島に対しては、彼の人間性や居候していたころの自分や母親に対するぞんざいな扱いから、彼を強く憎んでいた。
オペ看護師としては並の医師よりも優れた医療知識と腕をもつ天才で、どの執刀医のオペでもそのリズムや術式を瞬時に理解して順応することができ、朝田と共に参加したMSAPでの経験から看護師の領域を超える外科医の技術をも身につけている。荒瀬曰く、体重は43キロ。
第2期では、片岡の策略で朝田のチームから引き離され、荒瀬と共に明真に残ることになる。
第3期ではドイツに長期出張中により未登場。
第4期では朝田の招集を受けてドイツから帰国し、桜井総合病院看護師として朝田と共に働く。

#### 第2期からの登場
野村博人〈30<第2期> → 32<第3期>〉
登場作：第2期・第3期（第9話と最終話）
演 - 中村靖日
明真大学病院→北洋病院臨床工学技士（第2期） → 北洋病院 / 明真大学病院臨床工学技士（第3期）。
「チームドラゴン」の6人目。臨床工学士。
外科医に医療ミスの責任を押し付けられたため北洋病院に移された。
実力は確かだが内気で、ミスを転嫁されたことから対人恐怖症気味となりさらに暗い性格になってしまった。しかし、朝田や伊集院の励ましによってそれを克服し、チームの一員として成長していく。その後はコミカルな一面も覗かせるようになった。グリーンピースが苦手。病院の食堂での食事の際には、いつもマイナイフ・フォークを使用している。
第3期では、外山と共に朝田の召集を受けて明真にやってくる。加藤が執刀するトリプルバルブ手術に参加し、その後外山とともに明真に出向。
外山誠二〈30<第2期> → 32<第3期>〉
登場作：第2期・第3期（第9話と最終話）
演 - 高橋一生
明真大学病院→北洋病院血管外科医（第2期） → 北洋病院 / 明真大学病院血管外科医（第3期）。
「チームドラゴン」の7人目。血管外科医。
朝田が「執刀のレベルは俺が見てきた中では最高のレベル」と評するなど、若手ながらも高い技術を持った外科医。自身もその腕に絶対的な自信をもっており、朝田に対してライバル心をむき出しにしたり、チーム入りの際に「俺の技術を見れば執刀を譲りたくなる」と発言したことも。若手心臓外科医の登竜門であるコンテスト「フレッシュマンズライブ」で圧倒的な大差で優勝している。
東都大学医学部教授の父親や2人の兄と共に、自身も東都大学医学部を卒業しているエリート家系に育つが、兄と比較すると出来が悪かったことから子供時代は褒められたことがなく、家族全員を目の敵にしている。そのためか、実力はあるものの感情の起伏が激しいところがあり、患者を自身の技術の腕を見せ付けるための物とみなしたり、他のスタッフを馬鹿にするなど問題を抱えていたが、自身のミスで患者を術死させてしまいそうになった時に朝田やスタッフに助けられたことにより考えを改めていく。荒瀬曰く、体重は61キロ。
かつてはガムをよく噛んでいたが、例の手術以降は飴をよくなめている。また、コーヒーはエスプレッソしか飲まない。
第3期では、朝田の招集を受け北洋病院から明真にやってくる。加藤が執刀するトリプルバルブ手術に第一助手として参加し、その後北洋が明真と提携したことに伴い、加藤に腕を買われて野村とともに明真に出向した。
松平幸太朗〈33〉
登場作：第2期
演 - 佐藤二朗
明真大学病院→北洋病院消化器外科医。
「チームドラゴン」の8人目。
かつては西南大学医学部付属病院消化器外科のエースで、日本初の非適合生体肝移植に成功し准教授にまで昇進した男であったが、そのエースとしての重責から次第に患者のためではなく、自身の論文成績と教授の覚えを良くするために目立つ症例だけを手がけるようになり、最終的には論文を改ざんしてしまう。改ざんが発覚後は、予後不良な患者だけの治療をさせられる"敗戦処理"担当にされ、最後には医療ミスを名目に追い出される。それらの経緯が原因でメスが握れなくなり、朝から晩まで飲んだくれの最低の医者に成り下がっていたが、かつて非適合生体肝移植を受けた患者の母親の手術を通して再度メスを握ることを決め、チームドラゴンに入る。チームに入った後は酒も止め、朝田や外山にコンプレックスを抱いていた伊集院に対してエールを送ったり、朝田との連携で心臓移植と生体肝移植の同時手術を成功させるなど活躍を見せている。荒瀬からは「大将」と呼ばれている。
小高七海〈33〉
登場作：第2期
演 - 大塚寧々
明真大学病院麻酔医→北洋病院麻酔医。
「チームドラゴン」の9人目。
わずかな心雑音から病状を正確に見抜いたり、的確な指示で患者の状態を立て直しをできるなど、荒瀬が「朝田のスピードに付いて行けるのは俺とお前だけ」と一目を置くほどの高い実力を持つ麻酔科医。荒瀬とは旧知の仲で、共にオペに参加したり、彼が麻酔論文に関わっていたころはバーでよく話し相手になっていたという。
かつて緊急オペのため「誕生日に早く帰る」という息子・智樹との約束を破り、その間に智樹は喘息の発作で倒れて他の病院に運ばれてしまう。しかし、搬送先の麻酔医の医療ミスによって智樹は半身不随となってしまい、そのことがきっかけで手術にはほとんど参加しておらず、荒瀬のチームドラゴンに入るようとの説得にもなかなか耳を貸そうとしなかった。
朝田を頼ってやって来た息子・智樹とその父親である元夫に偶然再会するが、父親は小高の手術参加を断固拒否する。手術は小高抜きで開始するが、手術中に麻酔医の技量不足のため智樹が危険にさらされ、智樹を助けるため父親の制止を振り切って手術に飛び入り参加し、無事智樹を助けることに成功。その後は父親とも和解しチームドラゴン入りを決意する。
普段からチョコレートをよく食べており、朝田から実力がありながら手術に参加しない理由を問いただされた際にはカカオ中毒とはぐらかしていた。また、資料をもらいに北洋病院に来る木原から一方的に好意をもたれていたが一切相手をしていない。

#### 第3期からの登場
黒木慶次郎〈享年44〉
登場作：第3期
演 - 遠藤憲一
「チームドラゴン」永久欠番の10人目。
元テキサス大学循環器内科の教授にして、アメリカのACC、AHA、FESCの正会員になった日本人唯一の男。
アメリカから帰国した野口が、チームドラゴンの壊滅を目的に明真に呼び寄せた循環器内科医で、野口曰く「もう一つのアメリカ土産」。
ただし、黒木本人は明真大学病院に最高のチーム（チームドラゴン）があると聞き、それがどのような物なのか確かめるために日本に来たのである。
最高レベルのカテーテル治療技術を持ち、心筋梗塞を発症し死の淵にいた荒瀬を経皮的冠動脈形成術により45分で蘇生させたほど。
15年前は港北大学病院の心臓外科医であり、藤吉とはそのころからの知り合い。しかし、黒木の婚約者の心臓手術で、教授が名誉欲しさにロス手術を選択するも失敗し、婚約者を失う。さらに教授によって保身のためミスを擦り付けられ、教授を恐れたチームの全員に裏切られ、医局を追放された過去がある。そのせいで外科医（特に心臓外科医）、ロス手術、チームを憎んでいた。
伊集院に関しては、自身と重ねていた部分もあって、気にかけていた。チームに関しても、いざとなったら裏切ると話したが、本心ではチームを信じており、伊集院がチームドラゴンに戻るときも特に咎めはしなかった。
元同僚で自分を裏切った高瀬が妻の病気を治療のために来た時は話も聞かずに無視した。
アメリカ勤務時代から慢性骨髄性白血病に冒されており、明真に来てからもその症状に苦しみ続けていた。それにより自身のカテーテルのミスで患者を急変させてしまったが朝田たちチームドラゴンに助けられ、再度高瀬と顔を合わせた後は和解し、高瀬の妻はカテーテルでは治せないと朝田に手術を依頼する。この一件で朝田とは互いに認め合うようになる。
終盤、白血病の症状が急性転化したため体調を崩す。最終話ではMEとしての高瀬を妻と娘がいる手術室へ送り出し、自分は別室のモニターでその様子を見守るが、ついに力尽きて倒れる。駆けつけてきた朝田にチーム入りを懇願したが、既に黒木はチームドラゴンの一員だと告げられ、朝田に感謝の言葉を述べた後、そのまま息を引き取る。
黒木亡き後のカテーテル技術は、一時的にチーム黒木に引き入れた伊集院に受継がれた。黒木の遺体は婚約者のお墓の隣に埋葬された。

#### 第4期からの登場
岡村征
登場作：第4期
演 - 高橋克典
L&P病院の経営コンサルタント。
「チームドラゴン」の11人目。
国際弁護士資格を保有し、数々のアメリカの病院を再建に導いてきた実績を持つ敏腕経営コンサルタント。野口と共謀し、L&P病院のインド進出を目的にチームドラゴンのメンバーを引き抜いていく。病院内では常にタブレットPCを携帯している。
かつては全米NO.1と評されるほどの天才的な腕をもった脳外科医であった。鬼頭、藤吉、アメリカの脳外科のマイクからも一目置かれている。しかし、婚約者を周産期心筋症で亡くしたことがきっかけで医者を廃業し、ビジネスで医療を改革するという目標を掲げて経営コンサルタントに転身した過去を持つ。このような経歴から、患者やチームドラゴンのために野口が止めたオペを許可したり、リスクの高い周産期心筋症を患う妊婦患者を病院に受け入れた上に、その患者の緊急手術を朝田に依頼するなどの行動に出たことがあるが、それらの行動は徐々に野口の反感を買うようになり、最終的に朝田の引き抜きを巡って対立し解雇された。
L&P病院の経営に携わっている時点で約10年間メスを握っていなかったが、藤吉の要請を受けてL&P病院に戻り桜井のオペに参加。ブランクを感じさせない動きでチームドラゴンとともに脳と心臓の同時オペを成功させ、オペ終了後に朝田からチームドラゴンのメンバーとして認められる。なお、この手術が自分の最後のオペと語り、手術後は再び経営コンサルタントの仕事に専念している。

### その他各期の出演者

#### 第1期（各期の出演者）
霧島軍司〈39<第1期> → 41<第2期>〉
登場作：第1期・第2期（第1話と最終話）
演 - 北村一輝
北日本大学付属病院胸部心臓外科助教授 → 明真大学付属病院胸部心臓外科医（第1期） → コロンビア大学医学部胸部心臓外科客員教授（第2期）。
ミキの異母兄。北日本大学付属病院で勤務していた時の朝田の同僚。朝田の腕の良さに妬みを持っており、かつて同僚であった朝田が大学から追放されるよう根回しを行った。加藤の恋人であり、互いに意見交換をし合って協力するそぶりを見せていたが、後に裏切り、加藤から得たバチスタ手術の情報を北日本大にリークする。これによって日本初のバチスタ手術を加藤のチームではなく自身のチームで先に成功させ、名声を得るチャンスを加藤から奪い去った。この他、絶望的な症状の患者が明真に回されるように工作するなどバチスタチームを妨害するが徐々に劣勢に立たされ、最終回で転落事故を起こし重体になったところを朝田に救われ、自らの負けを認めて和解。その後米国に渡る。
第2期ではKARTE:1とLAST KARTEのみ登場。朝田と良きライバルとなっており、初回では同日に別の手術を掛け持つ朝田のライブデモンストレーションへ協力するなど信頼関係を修復している。最終回では鬼頭の要請を受け、最新型の埋め込み型人工心臓を手に帰国し鬼頭と共に患者の危機を救い、朝田らと再会。「困ったときはまた呼んでくれ」との言葉を残し、再び渡米した。
- 三宅 - 岡本竜汰
- 丸山 - 菊池均也
- 権藤 - 小林すすむ
- 東郷（明真大学付属病院呼吸器内科教授（第1期） → 明真大学付属病院学長（第4期）） - 児玉頼信
- 川田奈々 - 中村慧子
- 野村佳世子 - 夏秋佳代子
- 北岡恵 - YUKO（FLIP-FLAP）
- 北岡望 - AIKO（FLIP-FLAP）
- 村田美恵子 - 千葉雅子

#### 第2期（各期の出演者）
片岡一美〈30〉
演 - 内田有紀（幼少時代：杉本妃音奈)
外資系投資会社「イーグル・パートナーズ社」の重役。「チームドラゴン」のメンバーを匿名で明真大学附属病院に呼び寄せるが、同病院の前でひき逃げ事故に遭い重傷を負い朝田に助けられる。その後、経営困難状態の北洋病院に投資し、借金の形に営業権を手にして病院のオーナーとなり、野口と手を組み明真と業務提携し、優秀な医師を明真に送り込み、逆に明真からは金にならない患者を北洋に送るように仕向ける。
かつては医師を目指して医学部に通っていたが、医師として患者のために奔走した父の死をきっかけに中退し、父の診療所開設による借金返済のためにイーグル・パートナーズ社に入社した過去を持つ。最終的には野口に裏切られたことで善田と手を組み野口を失脚させ、野口の後任として地域医療の北洋と先端医療の明真との新体制を担うことになる。
善田秀樹〈58〉
演 - 志賀廣太郎
北洋病院院長。
野口とは対照的に患者をまず第一に考えた医療を志す。北洋病院の現状に憔悴しているが時折挑発的な言動をすることもあり、静かな闘志を内に秘めている。
野口とは学生時代の同期でお互い切磋琢磨し合う親友であったが、同期の医師たちの中で善田が最初の執刀医に選ばれたことで野口の嫉妬と怨みを買い決別する。最終話で野口のスキャンダルに関する資料を集めて失脚させるきっかけを作ったことが明らかになった。

#### 第3期（各期の出演者）
真柄冬実〈26〉
演 - 谷村美月
新人研修医。研修や教育は伊集院が担当している。プライベート優先主義で、手術の研修に「予定がある」とごねた上にシフトの定時で即刻帰ってしまう。また書類整理などの雑務には不満な顔を隠そうともせず、朝田のオペが終わると「疲れた」と愚痴りながらさっさと手術室から退散するという極度の面倒臭がり。だが思ったことをそのまま口に出してしまう反面、的を射た発言をすることもあってか、伊集院や木原たちは口を出せない。木原とはいいコンビである。
徹のオペの際、エピネフリンのコネクターを外してしまうミスをし、オペに対して恐怖心を抱いてしまうが、朝田のオペに助手として入ったことで克服した。
北川響
演 - 初音映莉子
加藤がアメリカからチームに招いた看護師。第3話よりオペに加わる。その器械出しの速度はミキに勝るとも劣らない。噂話をそのまま相手に伝えるなど、ドライな性格の一面も持っている。密かに研修中の真柄のことを応援している。
手柴勝則
演 - 増田修一朗
鬼頭の秘書だったが、第9話での野口の根回しにより寝返り、野口の秘書となった。

#### 第4期（各期の出演者）

##### 桜井総合病院
桜井修三
演 - 平幹二朗（医学生時代：平岳大）
院長。朝田の恩師で、教授と対立して医局を追われた朝田を自らの病院に引き取り医師としての技術、精神面を徹底的に鍛え上げた。L&P病院が出来てからは医療設備や医師不足のため、患者が激減し経営の危機に立たされており、自身の病院を朝田に託すため彼を呼び寄せた。
医学生時代には野口らを引き連れインターン制度廃止運動を先導するが、国家権力によって弾圧され、その一件で帝都医科大学を退学処分となり、後に渡米をしてハーバード大学メディカルスクールに進学、アメリカで外科医として臨床経験を積んだ後、日本に帰国し日本国の医師免許を取得した経歴を持つ。そのような経歴から米軍に医療従事者の知り合いがいるなど顔が広い一面もある。
検査で脳動脈瘤および弓部大動脈瘤が発見されたが、その後も降圧薬を内服して無理のない程度に仕事に従事していた。しかし第10話で、桜井が自ら30年前に僧帽弁置換術を執刀し、朝田による弁再置換術後に自転車との接触事故で心タンポナーデを起こした患者の心臓マッサージ後に倒れ、L&P病院に運び込まれる。脳と心臓を同時にオペをしなければならないほどの危険な状態であったが、チームドラゴンおよび岡村の執刀によって救われる。手術後に院長職を朝田に譲るが、自らも引き続き現場に立って診療および研修医の早川の指導を続けている。
猪原薫
演 - キムラ緑子
オペ看護師兼病棟看護師リーダーで、手術では器械出しを担当する。その技量はミキや北川に勝るとも劣らない。朝田とは彼が桜井病院で修錬を積んでいたころからの知り合いで、朝田のことを「龍太郎ちゃん」と呼ぶ。
山下紗枝
演 - 三浦葵
佐々木朋子
演 - 阿達由香
上記2名はオペ看護師兼病棟看護師。
桂基晴
演 - 塩田宇宙
臨床工学技士。

##### L&P病院
早川昭吾
演 - 柄本佑
東京大学医学部出身の後期研修医で、担当指導医は木原。研修医たちのムードメーカー的な役割で、纏め役を担う。岡村の指示でスパイとして桜井病院へ行くことになり、不満に思う。伊集院がL&P病院に移った後、朝田とともに患者の診察や治療に当たっていたが、自身の診察ミスにより担当した患者の容態が悪化し、朝田とL&P病院から応援で来た荒瀬のサポートによるオペを通して、医者としての自覚が芽生える。その後、L&P病院に戻れる許可がおりるが、院長である桜井の体を心配して桜井病院に残ることを決意する。手術中の突発的な危機的状況を回避するための朝田の処置を先読みし、いち早く用意したステントグラフトを手術室へ届けるなど、医師としての著しい成長が見られた。特徴的な髪形をしており荒瀬からは「ツーブロック」と呼ばれる。
中林伸二
演 - 寺井文孝
臨床工学技士。

##### その他
樋口美雪
演 - 中村ゆり
伊集院の婚約者。伊集院が明真大学病院を辞めたことについては知らされていない状態だったが、父の病気の件で知ることになる。

### ゲスト
第1期 / 第2期 / 第3期 / 第4期
複数話・単話登場の場合は演者名の横の括弧（）内に表記。

#### 第1期

##### KARTE:2
- 渋沢 - 今奈良孝行
- 西野栄子 - 一戸奈美
- 佐々木文子 - 加藤治子
- 佐々木五郎 - 井川比佐志

##### KARTE:3
- 牧原 - 森下能幸
- 須藤医師 - 東根作寿英
- 藤吉樹里 - 向井地美音（現・AKB48）
- 烏丸正輝 - 斉藤暁（第5話・第6話にも出演）

##### KARTE:4
- 沖秀之 - 袴田吉彦
- 稲垣大輔 - 伊藤純平
- 石田よしお - 山内勉
- 野崎しげこ - 白土直子
- 少女 - 八木優希
- 母親 - 石堂夏央

##### KARTE:5
- 奈良橋文代 - 江波杏子（第6話にも出演）
- 奈良橋伸吾 - 金井勇太（第6話にも出演）
- 文代の弟 - 小倉一郎（第6話にも出演）
- 市井重成 - やべけんじ（第6・8・11話にも出演）
- 村野里奈 - 東海林愛美（第7・9話にも出演）

##### KARTE:7
- 森田 - 小林正寛
- 解離性大動脈瘤の患者 - 山崎満

##### KARTE:8
- マスター・野沢 - モロ師岡
- 山口香 - 奥菜恵
- 祖父江真二 - 清水綋治（第9話 - 第11話にも出演）
- 山田隆一 - 平賀雅臣（第9話 - 第11話にも出演）
- 柴田信二 - 田中嘉治郎（第9話 - 第11話にも出演）
- 柴田貴子 - 中村綾（第9話 - 第11話にも出演）

##### KARTE:9
- 柴田隆 - 松崎煌巳（第10話・第11話にも出演）

##### LAST KARTE
- 牧野善久 - 津川雅彦

#### 第2期

##### KARTE:1
- 江上彰 - 板尾創路
- 富樫ゆかり - りょう
- 富樫剛 - 田中実
- 田島由紀夫 - 河原さぶ

##### KARTE:2
- 西沢孝文 - 牟田悌三（第3話にも出演）
- 西沢翔太 - 山本裕典（第3話にも出演）

##### KARTE:3
- 西沢輝代 - 市川千恵子

##### KARTE:4
- 矢沢真理絵 - 柳田衣里佳
- 緒方美羽 - 黒川智花（第5話にも出演）
- 恩田哲三 - 竜雷太（第5話にも出演）
- 藤原 - 大鶴義丹（第5話にも出演）

##### KARTE:6
- 五代明代 - 草村礼子
- 五代昭三 - 山田吾一
- 高見香奈 - 川島海荷（第7話・第8話にも出演）
- 高見紀枝 - 高橋ひとみ（第7話・第8話にも出演）

##### KARTE:7
- 藤井良明 - 須永慶

##### KARTE:8
- 黒田智樹 - 本郷奏多
- 黒田俊彦 - 野村宏伸
- 黒田早苗 - 中込佐知子

##### KARTE:9
- 音部美和 - 長野里美（第10話・第11話にも出演）
- 音部雄太 - 田中碧海（第10話・第11話にも出演）

##### KARTE:10
- 雄太の祖母 - 森康子
- 山野文彦 - 中村まこと

#### 第3期

##### KARTE:1
- 菅谷優希奈 - 桜庭ななみ
- 菅谷俊之 - 遠山俊也
- 菅谷綾子 - 下村恵里
- 梶原昭二 - 飯田基祐
- 前山勇太 - 深澤大河
- 前山葉子 - ひがし由貴
- 前山壮太 - 三上哲
- 宮川愛 - 小島一華
- 宮川博司 - 吉家章人
- 宮川敏子 - 高橋麻理
- 藤吉樹里 - 向井地美音
- バラク・オバマ（ノンクレジット、映像出演）

##### KARTE:2
- 根岸紗江 - 松下奈緒
- 山口義孝 - 長谷川朝晴
- 紗江の父 - 峯のぼる

##### KARTE:3
- 山内遥 - 金澤美穂
- 山内恵子 - 松永玲子

##### KARTE:4
- 横田辰夫 - 本田博太郎
- 李強忠（メディカルツーリズム構想・第1患者） - 解世雄

##### KARTE:5
- 真鍋徹 - 今井悠貴（第6話 - 第10話にも出演）
- 真鍋佳恵 - 舟木幸（第6・8話 - 第10話にも出演）

##### KARTE:7
- 佐藤修一 - 吉田栄作
- 佐藤理恵 - 星野真里

##### KARTE:8
- 北見里香 - 岩橋道子（第9話話にも出演）
- 北見正 - 水橋研二（第9話にも出演）
- 高瀬清 - 渡辺いっけい（第9話・10話にも出演）

元港北大学病院外科臨床工学技士で、心臓外科医時代の黒木の同僚であり親友だった。黒木の婚約者の心臓の手術に失敗後、罪悪感に蝕まれ港北を退職、現在は医療品メーカーの営業をしている。妻である春香が重度の心臓病に掛かったため、黒木にカテーテル手術を依頼しに明真を訪れる。第10話では2つのチームによる、妻のベンタール・トータルアーチ手術とロシア人女性のトリプルバルブ手術中に娘の恵が肺塞栓で倒れ、腕のあるMEが不足する状況で黒木の提案により急遽手術に参加、手術中に誰もしたことのないとされるダブルサーキュレーション用の回路を驚異的なスピードで作り、朝田に絶賛される。
- 高瀬春香 - 出口結美子（第10話にも出演）

##### LAST KARTE
- 高瀬恵 - 菅野莉央
- リディア・ナターリア - Asya

##### 不定期
- アオバリョウコ（黒木の婚約者〈故人〉） - 宮本理英

#### 第4期

##### KARTE:1
森本信夫〈70〉
演 - 上條恒彦
森本が患うアスペルギルス症の病変は肺だけではなく弓部大動脈にも浸潤している。
森本俊介
演 - 浦上晟周（幼少期：吉田騎士）
信夫の孫。
富田加奈〈6〉
演 - 玉野るな（第2話 - 第4話にも出演）
拡張型心筋症を患う藤吉の担当患者。藤吉の研究する心筋シートが完成し、認可が下りるまで心臓を持たせるための手術を決断したが、術前検査の結果によってヘパリン起因性血小板減少症（HIT）が発覚したことで、ヘパリンが使用出来ないため人工心肺装置が使用不可に陥り、手術中止に追い込まれる。

##### KARTE:4
サムエル・A・カビル〈20〉
演 - リロイ太郎
アフリカからの出稼ぎ労働者。冠動脈狭窄を発症し、直ぐに帰国しなければならない事情や居住地の医療状況を鑑みた術式で朝田によるバイパス手術を受ける。加藤に「魔法の心臓、待ってるから」と言い残して帰国し、この一言が加藤の心を大きく動かした。
吉田
演 - 若尾義昭
外務大臣。冠動脈瘤の血栓に伴う心筋梗塞を発症する。冠動脈瘤の形状からカテーテル治療は使用できず、感染性粉瘤の影響で胸骨正中切開も出来ない状況に陥るが、鬼頭の呼びかけで駆けつけた朝田の低侵襲冠動脈バイパス手術 (MIDCAB)を用いたオンレイパッチによる冠動脈形成術で一命を取り留める。
アフマド・サイラス
世界エネルギーサミットに出席するため、来日する石油省大臣。急性腹膜炎の術前検査で冠動脈狭窄が見つかり、木原執刀によるロボティック手術を受ける。

##### KARTE:5
羽垣譲
演 - 藤木孝
東日本大学から野口の引き抜きによりL&P病院院長に就任した。循環器専門医で大動脈弁置換術（それ以外の手術は不得意でありオペ室で取り乱すばかりか、木原のアドバイスを鵜呑みにしていた。）を得意とする。傲慢な性格で自身の得意分野を否定されることを嫌い、羽垣に蓮の手術をさせることに危機感を感じた荒瀬が蓮の母親に執刀医を朝田に変えることを勧めた際は、自分に任せるように強引に押し切った。女医を嫌い、15年前に荒瀬と因縁があったが本人は覚えていなかった。手術中に蓮の様態が急変したことで、荒瀬と口論となるが身勝手な行動が災いして岡村に見切られ解雇されてしまう。そして新院長として荒瀬が迎え入れられた。
山城蓮〈7〉
演 - 山崎智史
羽垣が執刀する先天性二尖弁大動脈弁狭窄症の患者。術前のエコー検査で高度な左室流出路狭窄が認められた。羽垣の無謀な執刀で蓮の様態が急変してしまうが、荒瀬と木原のチームワークで、ロス手術を成功させた。この手術で木原が外科医として大きく成長するきっかけとなった。荒瀬のことを「眠らせ屋さん」と呼んでいる。

##### KARTE:6
平山千尋
演 - 李千鶴
初診時に桜井から心臓病の疑いがあると診断を受けたが、心臓病だと言われたことに納得いかずL&P病院で再検査を受診し、気管支喘息の診断が下る。その後、桜井の診察は誤診と訴えたところに、野口と知り合う。野口の策略によって桜井総合病院に厚労省の監査が入り、監査中に心臓発作で倒れる。朝田の再検査により、気管支喘息ではなく心臓喘息という病名が分かる。
嶋田隆之
演 - 西沢仁太
厚生労働省関東厚生局医療監視員。

##### KARTE:7
樋口豊〈62〉
演 - 斉木しげる
美雪の父。肺がんだけの病巣を見ると初期がんに値するステージIA期、だが遠隔転移が認められる左副腎がんを含むとステージIVの末期がんであると最終的な診断が下る。
その後左副腎がんは、木が腰に刺さる事故で身体内部に残った木の欠片から起因する異物性肉芽腫の疑いがあると、伊集院の献身的な病状観察によって新しい光明が見つかる。
山岡
演 - 三宅正治（フジテレビアナウンサー）
大学病院脳外科教授。

##### KARTE:8
長沼芳江
演 - 大島蓉子
早川の診察で下肢静脈瘤と診断を受け自宅に帰宅するが、仕事場で病状が急変し緊急搬送される。早川が朝田の指示を待たずに血栓溶解薬を投与したことでさらに病状が悪化していき肺塞栓症を併発する。その後緊急オペになり、朝田や荒瀬のサポートで研修医の早川が執刀し、彼の医師としての自覚を芽生えさせるきっかけになった。
鎌田哲司
演 - 俵木藤汰
頸部の血管雑音から左内頸動脈狭窄が認められ、脳梗塞の兆候が見られると朝田から説明を受ける。朝田の的確な診断によって、病気の早期発見に繋がる。
前原好美
演 - 幸田尚子
1型糖尿病疾患を抱える息子の母親。早川のぞんざいな病状説明に不満を訴える。
マイク・ボールドウィン
演 - Don J（第9話にも出演）
セントラルピッツバーグ大学病院脳外科医。

##### KARTE:9
桐山恵美〈39〉
演 - 渋谷亜希
妊娠23週目を迎える双子の母親。妊娠に起因する周産期心筋症を発症する。
桐山英雄
演 - 松田賢二
恵美の夫。不妊治療の末に待望の子供を授かる。
脇坂将〈5〉
演 - 大山蓮斗
下縁欠損型心房中隔欠損症を発症していたためにカテーテル治療は適応外で開胸術の必要性があった。
脇坂
演 - 浜田学
将の父親。L&P病院を運営するL&Pリースの副社長。

##### KARTE:10
佐久間邦夫〈70〉
演 - 岡本信人（スタント：戸田圭一郎）
30年前に桜井が執刀した弁置換術は桜井が告知した年数通りに人工弁の状態が悪くなり、朝田の執刀で、僧帽弁再置換術を受けることになるが、桜井が執刀した弁置換術は癒着部分がほとんど見当たらない完璧な手技だった。

## スタッフ

### 第1期（スタッフ）
- 原案 - 永井明
- 漫画 - 乃木坂太郎（小学館 ビッグコミックス刊）
- 脚本 - 林宏司
- 音楽 - 河野伸、澤野弘之
- 演出 - 久保田哲史、水田成英
- 主題歌 - AI「Believe」[11]
- 挿入歌 - 関山藍果「Aesthetic」（作編曲：澤野弘之）
  - オリジナル・サウンドトラック1〜3収録。
- 挿入曲 - STEVE VAl「Building The Church」（編曲：澤野弘之）
  - アルバム『Real Illusions:Reflections』（2005年発表）及び、オリジナル・サウンドトラック2に収録。
- 医療アドバイザー - 吉沼美恵
- 医事監修 - 須磨久善（心臓血管研究所付属病院）
- スケジュール - 三條広樹
- 演出補 - 星野和成、森脇智延、田中亮、山田信義
- 記録 - 荒澤志津子、西澤香陽子
- 制作担当 - 由利芳伸
- 制作主任 - 菅村実雪
- 撮影協力 - 東京西徳洲会病院、いばらきフィルムコミッション、茨城県庁
- 協力 - 渋谷ビデオスタジオ、ビデオスタッフ、東新、バウムレーベン、アクティス、ブルーバック、エルエーカンパニー
- プロデュース - 長部聡介、東康之
- プロデュース助手 - 三竿玲子
- プロデュース補 - 斉藤あや、秋山八重子
- 制作 - フジテレビドラマ制作センター
- 制作著作 - フジテレビ

### 第2期（スタッフ）
- 原案 - 永井明
- 漫画 - 乃木坂太郎（小学館 ビッグコミックス刊）
- 脚本 - 林宏司
- 音楽 - 澤野弘之、河野伸
- 演出 - 水田成英、葉山浩樹、星野和成
- 主題歌 - AI「ONE」[12]
- 挿入歌 - 関山藍果「Aesthetic」
  - ドラマオリジナルサウンドトラック収録。
- メインテーマ - STEVE VAl「Building The Church」（編曲：澤野弘之）
  - ドラマオリジナルサウンドトラック収録。
- 医療アドバイザー - 吉沼美恵
- 医事監修 - 須磨久善（心臓血管研究所付属病院）、佐野俊二（岡山大学病院副院長）、天野篤（順天堂大学医学部）
- スケジュール - 三條広樹
- 演出補 - 星野和成、森脇智延、田中亮
- 記録 - 荒澤志津子、恩田一代
- 制作担当 - 由利芳伸、壷井力、碓井祐介
- 制作主任 - 菅村実雪、村松秀昭、吉田知弘、斉藤勲
- 撮影協力 - 岡病院、いばらきフィルムコミッション、茨城県庁、東京西徳洲会病院
- 協力 - 渋谷ビデオスタジオ、ビデオスタッフ、東新、バウムレーベン、ブルーバック
- ラインプロデュース - 斉藤あや
- プロデュース - 長部聡介、三竿玲子
- プロデュース補 - 秋山八重子
- 制作 - フジテレビドラマ制作センター
- 制作著作 - フジテレビ

### 第3期（スタッフ）
- 原案 - 永井明
- 漫画 - 乃木坂太郎（小学館 ビッグコミックス刊）
- 脚本 - 林宏司
- 音楽 - 澤野弘之、河野伸
- 演出 - 水田成英、葉山裕記、田中亮
- 主題歌 - DEEP「未来への扉」[13]
- メインテーマ - 澤野弘之「TEARS Of The DRAGON」（ボーカル：小林未郁）
  - ドラマオリジナルサウンドトラック収録。
- 企画 - 長部聡介
- プロデュース - 渡辺恒也
- 制作 - フジテレビドラマ制作センター
- 制作著作 - フジテレビ

### 第4期（スタッフ）
- 原作 - 乃木坂太郎 / 原案 - 永井明 / 取材協力 - 吉沼美恵『医龍』（ビッグコミックス / 小学館刊）
- 脚本 - 浜田秀哉、ひかわかよ
- 医療原案 - 高橋明仁
- 音楽 - 吉川慶、澤野弘之、河野伸
- 演出 - 田中亮、水田成英、森脇智延
- 主題歌 - EXILE ATSUSHI「青い龍」[14]（rhythm zone）
- 演出補 - 相沢秀幸、阿部博行、杉浦祐樹
- 音楽プロデュース - 志田博英
- 特殊造型 - 松井祐一、三好史洋
- 特撮協力 - 田中誠士
- 手書きタイトル - 湯浅信人
- 原作協力 - 有藤智文、石田貴信
- 医療監修 - 天野篤
- 医療指導 - 森田照正、土肥静之、五十嵐健人、松山克彦
- ER医療指導 - 川井真、恩田秀賢
- ロボット外科手術監修 - 渡邊剛
- 医療協力 - 澤芳樹
- 脳外医療指導 - 佐藤秀貴、岩田幸也、村井保夫
- 看護指導 - 石田喜代美
- リサーチ - フリード
- プロデュース - 長部聡介、大木綾子
- プロデュース補 - 榊原妙子、吉岡由佳理
- 制作著作 - フジテレビ

## 放送日程

### 医龍-Team Medical Dragon-（第1期）
- 初回と最終回は15分拡大（22:00 - 23:09）。
- 6月22日は2006 FIFAワールドカップ中継のため休止。

| 各話                                                           | 放送日        | サブタイトル                  | 演出       | 視聴率 |
| -------------------------------------------------------------- | ------------- | ----------------------------- | ---------- | ------ |
| KARTE:01                                                       | 2006年4月13日 | 神の手を持つ男                | 久保田哲史 | 14.1%  |
| KARTE:02                                                       | 4月20日       | 神の手と悪魔の薬              | 久保田哲史 | 14.1%  |
| KARTE:03                                                       | 4月27日       | 娘の心臓を守れ                | 水田成英   | 14.1%  |
| KARTE:04                                                       | 5月04日       | 教授が患者を殺す              | 水田成英   | 14.7%  |
| KARTE:05                                                       | 5月11日       | バチスタ手術開始              | 久保田哲史 | 14.8%  |
| KARTE:06                                                       | 5月18日       | バチスタ手術急転              | 久保田哲史 | 15.1%  |
| KARTE:07                                                       | 5月25日       | 絶対許せない男                | 水田成英   | 12.7%  |
| KARTE:08                                                       | 6月01日       | 奇跡を起こす医師              | 久保田哲史 | 16.6%  |
| KARTE:09                                                       | 6月08日       | バチスタ手術断念              | 水田成英   | 13.8%  |
| KARTE:10                                                       | 6月15日       | この命は必ず守る              | 久保田哲史 | 15.1%  |
| LAST KARTE                                                     | 6月29日       | 最後のカード!! 新バチスタ手術 | 久保田哲史 | 17.2%  |
| 平均視聴率 14.7%（視聴率はビデオリサーチ調べ、関東地区・世帯） |               |                               |            |        |

### 医龍-Team Medical Dragon-2（第2期）
- 初回は21:00スタート、84分拡大（21:00 - 23:18）。
- 最終回は15分拡大（22:00 - 23:09）。

| 各話                                                           | 放送日         | サブタイトル | 演出     | 視聴率 |
| -------------------------------------------------------------- | -------------- | --- | -------- | ------ |
| KARTE:01                                                       | 2007年10月11日 | 復活!!チームドラゴン!! 母の命か胎児の命か… 余命2ヶ月の心臓病患者は妊娠7ヶ月!! 絶対子供はあきらめない!! 運命の緊急手術が始まる | 水田成英 | 21.0%  |
| KARTE:02                                                       | 10月18日       | 捨てられる患者 | 水田成英 | 16.8%  |
| KARTE:03                                                       | 10月25日       | その手術は失敗する | 水田成英 | 15.5%  |
| KARTE:04                                                       | 11月01日       | 絶対殺せない患者 | 葉山浩樹 | 15.8%  |
| KARTE:05                                                       | 11月08日       | 決行!! 運命の無輸血手術 | 葉山浩樹 | 15.0%  |
| KARTE:06                                                       | 11月15日       | もう1人の天才外科医… | 水田成英 | 17.6%  |
| KARTE:07                                                       | 11月22日       | 復活!! スーパードクター | 葉山浩樹 | 14.1%  |
| KARTE:08                                                       | 11月29日       | 絶対に許せない麻酔医!! | 水田成英 | 16.6%  |
| KARTE:09                                                       | 12月06日       | 余命2ヶ月!! 奇跡の手術 | 星野和成 | 17.6%  |
| KARTE:10                                                       | 12月13日       | 総力戦!! 運命の心臓移植 | 葉山浩樹 | 15.4%  |
| LAST KARTE                                                     | 12月20日       | 運命の4時間!! 最後の手術 | 水田成英 | 17.7%  |
| 平均視聴率 17.2%（視聴率はビデオリサーチ調べ、関東地区・世帯） |                | |          |        |

### 医龍-Team Medical Dragon-3（第3期）
- 初回は21:00スタート、74分拡大（21:00 - 23:08）。
- 最終回は15分拡大（22:00 - 23:09）。

| 各話                                                           | 放送日          | サブタイトル                                                                                        | 演出     | 視聴率 |
| -------------------------------------------------------------- | --------------- | --------------------------------------------------------------------------------------------------- | -------- | ------ |
| KARTE:01                                                       | 2010年 10月14日 | あの伝説のチームが遂に復活!! 心臓がなくなる…史上最悪の超難手術に挑む 朝田の前に最強の敵が立ち塞がる | 水田成英 | 16.4%  |
| KARTE:02                                                       | 10月21日        | 花嫁が迫られた命より重い選択! 神の手vs悪魔の指先                                                    | 葉山裕記 | 14.8%  |
| KARTE:03                                                       | 10月28日        | 裏切りの公開手術! 起死回生をかけてチームドラゴンが難手術に挑む                                      | 水田成英 | 12.5%  |
| KARTE:04                                                       | 11月4日         | 誰も知らないカルテ! 天才の光と伊集院の涙…そのチームは誰のため                                       | 葉山裕記 | 12.9%  |
| KARTE:05                                                       | 11月11日        | 心臓移植を待つ子供… 天才医師でも救えない患者、打ち砕かれた希望                                      | 田中亮   | 12.7%  |
| KARTE:06                                                       | 11月18日        | 心停止! 朝田の心臓が止まった!! 命をかけて救った命…伊集院、お前が救え!                               | 葉山裕記 | 15.2%  |
| KARTE:07                                                       | 11月25日        | 総力戦! 2分の手術! 忘れたはずの恋と子供の命… この子を絶対に死なせない!                              | 水田成英 | 13.1%  |
| KARTE:08                                                       | 12月2日         | 朝田復活! 奇跡の手術! 右手に託された命の約束…先生僕を助けて!                                        | 田中亮   | 11.1%  |
| KARTE:09                                                       | 12月9日         | 遂に来た! 最強の仲間! 絶対に許せない過去の男…お前は俺が救う!                                        | 葉山裕記 | 12.2%  |
| LAST KARTE                                                     | 12月16日        | 母の命か娘の命か! 仲間の命を懸けた禁断の最終オペが今、始まる!                                       | 水田成英 | 15.2%  |
| 平均視聴率 14.0%（視聴率はビデオリサーチ調べ、関東地区・世帯） |                 | |          |        |

### 医龍4-Team Medical Dragon-（第4期）
- 初回は21:00スタート、54分拡大（21:00 - 22:48）。
- 最終回は15分拡大（22:00 - 23:09）。

| 各話                                                           | 放送日        | サブタイトル                                                                                                 | 脚本       | 演出     | 視聴率 |
| -------------------------------------------------------------- | ------------- | --- | ---------- | -------- | ------ |
| KARTE:01                                                       | 2014年1月09日 | お待たせ! 理想の病院を作るためチームドラゴン復活! 巨大資本と最新設備で世界進出を狙う宿敵と壮絶な闘いが始まる | 浜田秀哉   | 田中亮   | 11.6%  |
| KARTE:02                                                       | 1月16日       | 手術をすると患者は死ぬ                                                                                       | ひかわかよ | 水田成英 | 12.8%  |
| KARTE:03                                                       | 1月23日       | 神の手からこぼれた患者                                                                                       | ひかわかよ | 水田成英 | 13.2%  |
| KARTE:04                                                       | 1月30日       | 魔法の心臓と狙われた女                                                                                       | 浜田秀哉   | 田中亮   | 12.3%  |
| KARTE:05                                                       | 2月06日       | 天才麻酔科医が決断する                                                                                       | ひかわかよ | 森脇智延 | 11.2%  |
| KARTE:06                                                       | 2月13日       | ヒーローに裏切られた男                                                                                       | 浜田秀哉   | 水田成英 | 11.0%  |
| KARTE:07                                                       | 2月20日       | 患者が最後に選ぶ医者!                                                                                        | ひかわかよ | 田中亮   | 10.7%  |
| KARTE:08                                                       | 2月27日       | 暴れる患者と未熟な医者                                                                                       | 浜田秀哉   | 森脇智延 | 13.3%  |
| KARTE:09                                                       | 3月06日       | 死なせない! 母と子の命                                                                                       | ひかわかよ | 田中亮   | 13.2%  |
| KARTE:10                                                       | 3月13日       | 世界に売られる天才医師                                                                                       | 浜田秀哉   | 水田成英 | 11.5%  |
| LASTKARTE                                                      | 3月20日       | 帰ってきた天才外科医                                                                                         | 浜田秀哉   | 田中亮   | 12.7%  |
| 平均視聴率 12.1%（視聴率はビデオリサーチ調べ、関東地区・世帯） |               | |            |          |        |

## 医事監修
- 医事監修・指導は、日本で初めてバチスタ手術を実行した須磨久善医師、左心低形成症候群の外科治療に定評がある佐野俊二医師、冠動脈バイパス術のスペシャリストで天皇陛下の執刀を成功させた天野篤医師、ロボット手術の第一人者の渡邊剛医師など各手術のスペシャリストが担当している。